# Antenne Ruhr
Antenne Ruhr war das Lokalradio für die Städte Oberhausen und Mülheim an der Ruhr. Antenne Ruhr hat seinen Sendebetrieb am 5. August 2007 eingestellt und wurde in die Sender 106.2 Radio Oberhausen und 92.9 Radio Mülheim aufgeteilt. Dies ist die erste Spaltung eines Lokalradios in Nordrhein-Westfalen. Das Funkhaus befindet sich in der Essener Str. in Oberhausen – zuvor war es viele Jahre lang in der Mülheimer Innenstadt. Der Sender ging am 2. September 1990 auf Sendung und bekam seine Lizenz von der LfM. Chefredakteur war Olaf Sandhöfer-Daniel.

## Programm
Antenne Ruhr sendete in der Woche 24 Stunden Lokalprogramm. Dazu gehörte die Morningshow „Hallo Wach“, die zwischen 6 und 9 Uhr gesendet wurde und das Nachmittagsprogramm „Drivetime“ zwischen 16 und 18 Uhr. Samstags gab es drei Stunden mit dem Treff nach 9 von 9 bis 12 Uhr sowie sonntags ganze 6 Stunden mit dem Treff nach 9 von 9 bis 12 Uhr und Peppers von 15 bis 18 Uhr. Außerdem ließ Antenne Ruhr auf seinen Frequenzen gemäß den gesetzlichen Bestimmungen Bürgerfunk ausstrahlen. In der Regel zwischen 19 und 21 Uhr. Das Restprogramm und die Weltnachrichten zur vollen Stunde wurden vom Mantelprogrammanbieter Radio NRW übernommen. Während des Lokalprogramms sendete das Lokalradio zu jeder halben Stunde zwei- bis fünfminütige Lokalnachrichten. Außerdem hörte man auf Antenne Ruhr während des Lokalprogramms zu jeder halben und zu jeder vollen Stunde lokale Wetter- und Verkehrsinformationen.

## Moderatoren
Bekannte Moderatoren bei Antenne Ruhr waren Klaus Feldkeller, Katharina Te Uhle, Thorsten Krappa, Stefan Below, Jasmin Brandenburg, Gregor Lenz, Uwe Krummholz, Bert Drewling, Arne Wiechern, Norbert Striemann, Peter Dickmeyer, Pia Gram, Christian Schuh, Andreas von Brevern. Bei Antenne Ruhr haben zudem diverse heutige Mitarbeiter von WDR 2 gearbeitet, wie etwa Sportreporter Markus Tepper, Kabarettist René Steinberg oder Reporter Alexandra Steffens-Klein und Christian Schuh. Vera Rogowski und Arne Wiechern sind heute für den NDR tätig, Selma Üsük für den Hessischen Rundfunk.

## Reichweite
Antenne Ruhr hatte jahrelang relativ schlechte Quoten, was auch mit der Problematik zweier unterschiedlicher Städte begründet wurde. Doch nach großen Änderungen erreichte der Lokalsender bei der E.M.A. 2006 II täglich 21,0 % der Hörer in Mülheim an der Ruhr und Oberhausen und konnte sich bei der E.M.A. 2007 I auf 24,0 % steigern.

## Unternehmen
Hinter Antenne Ruhr stand die Veranstaltergemeinschaft Antenne Ruhr e. V. und die Betriebsgesellschaft Westfunk, eine 100%ige WAZ-Tochter mit Sitz in Essen.

## Empfang
Antenne Ruhr deckte mit seinen Frequenzen die Stadtgebiete von Mülheim an der Ruhr und Oberhausen ab. Für die Stadt Oberhausen galt die 106,2 MHz (OB-Buschhausen, 100 W) und für Mülheim die 92,9 MHz (MH-Saarn, 500 W).